# Channing of the Northwest
Channing of the Northwest è un film muto del 1922 diretto da Ralph Ince.

## Trama
Channing è un play boy londinese, ammirato da tutte le donne della buona società che lo considerano un vero dongiovanni. L'uomo è attratto da una ballerina, la fascinosa Cicily Varden, che si esibisce in teatro in una rivista musicale.
Ben presto, Channing si innamora della donna e vorrebbe sposarla, ma suo zio minaccia di diseredarlo. Quando Ciceily viene a sapere che il suo ammiratore è rimasto senza soldi, gli annuncia che la loro relazione è finita.
Perse le sue illusioni, Channing lascia Londra e parte per il Canada, dove si arruola tra le guardie della polizia a cavallo, le Giubbe rosse. Lì, l'ex play boy incontra una semplice ragazza dei boschi, Jess Driscoll, che vive insieme al padre e al fratello adottivo, Jim.
La prima inchiesta che viene affidata a Channing è quella di investigare sulle attività di Sport McCool, proprietario di un saloon. Uno dei complici di McCool si rivela essere proprio Jim. Durante uno scontro a fuoco, Jim salva Channing, uccidendo McCool, ma rimane mortalmente ferito. Jess e Channing, che si sono rivelati il loro amore, potranno cominciare una vita comune insieme.

## Produzione
Il film fu prodotto dalla Selznick Pictures Corporation.

## Distribuzione
Il copyright del film, richiesto dalla Selznick Pictures, fu registrato il 30 aprile 1922 con il numero LP17816.
Distribuito dalla Select Pictures Corporation, uscì in sala il 20 aprile 1922. Non si conoscono copie ancora esistenti della pellicola che viene considerata presumibilmente perduta.